# Moorverlandungsgebiet Tinholt
Das Moorverlandungsgebiet Tinholt ist ein Naturschutzgebiet in der niedersächsischen Gemeinde Hoogstede im Landkreis Grafschaft Bentheim.
Das Naturschutzgebiet mit dem Kennzeichen NSG WE 040 ist 5,3 Hektar groß. Es liegt südöstlich von Emlichheim und südwestlich von Hoogstede und stellt einen verlandenden Heideweiher mit seinen Randbereichen unter Schutz. Hier sind Pfeifengräser, Birken und Gagelsträucher zu finden.
Das „Moorverlandungsgebiet Tinholt“ ist vollständig von landwirtschaftlichen Nutzflächen umgeben.
Das Gebiet steht seit dem 16. März 1972 unter Naturschutz. Es ersetzt das ursprünglich zum 17. April 1953 unter Schutz gestellte gleichnamige Naturschutzgebiet. Zuständige untere Naturschutzbehörde ist der Landkreis Grafschaft Bentheim.

## Karte
- Niedersächsisches Landesverwaltungsamt -Naturschutz-: Karte der für den Naturschutz wertvollen Bereiche in Niedersachsen, L 3506 Neuenhaus. M. 1:50.000, Hannover 1988